# هایکاز باغمانیان
هایکاز پاپیکی باغمانیان (ارمنی: Հայկազ Պապիկի Բաղմանյան؛  زادهٔ ۲۴ اکتبر ۱۹۶۴) فرد نظامی اهل جمهوری آرتساخ است.

## زندگی‌نامه
وی در ۲۴ اکتبر ۱۹۶۳ ‏ در گتاشتن به دنیا آمد و از مدرسه عالی فرماندهی توپخانه خملنیتسکیی فارغ‌التحصیل گشت. همچنین برندهٔ جوایزی همچون مدال گارگین نژده، نشان وارتان مامیکونیان مقدس، مدال برای خدمات میهن‌پرستانه درجه دو، مدال آندرانیک اوزانیان، مدال دراستامات کانایان و روبان مارشال باقرامیان شده است.